# Bruna Surfistinha
Raquel Pacheco, más conocida por el sobrenombre de Bruna Surfistinha (Sorocaba, 28 de octubre de 1984), es una escritora y DJ, exprostituta y exactriz pornográfica. Se hizo una celebridad de Internet, a partir del 2005. Además de producir guiones, Raquel actuó también en un largometraje. Ganó notoriedad después de la publicación de su autobiografía, O Doce Veneno do Escorpião — O Diário de uma Garota de Programa (El dulce veneno del escorpión - El diario de una chica de compañía), en el que dio su testimonio al periodista Jorge Tarquini, que escribió ese libro y el segundo, Lo que Aprendí con Bruna Surfistinha (que alcanzó el puesto de best seller en Brasil). En 2011, formó parte del elenco de la cuarta edición del reality show A Fazenda de la Red Record, y conquistó el tercer lugar de la competición. 

## Celebridad  de Internet
Raquel Pacheco inició sus esfuerzos literarios a través de un blog, con el nombre Bruna Surfistinha, donde comentaba su rutina como chica de compañía. Ese blog se popularizó entre los internautas, alcanzando cerca de diez mil visitas mensuales a la web. En este blog, Raquel se refería sobre sus preferencias y costumbres de su vida nocturna de una manera análoga a los diarios comunes de los adolescentes. Tras algún tiempo como prostituta, Raquel conoció a su futuro marido, João Correa de Moraes — al cual ella se refería públicamente como "Pedro" o "João Paulo". Después de realizar cerca de siete programas, João Correa abandonó a su esposa para vivir con Raquel. En esta época, en 2006, en el hall de la fama de Raquel, él llegó a hacer una apariçion pública en el programa do jô. El 27 de abril de 2006, el periódico estadounidense The New York Times publicó un artículo sobre el fenómeno, intitulado, en traducción libre, Aquella que controla su cuerpo puede irritar a sus compatriotas, firmado por Larry Rohter. El artículo comenta la popularidad del libro de Raquel Pacheco en Brasil.

## La prostituta Bruna
Raquel Pacheco fue adoptada por una familia paulista, de clase media alta, y apunta el descubrimiento de este hecho como una de las causas para, a los 17 años, huir de casa, consumir drogas y prostituirse. Informa que nunca tuvo falta de bienes materiales, y que gozaba de buena educación, en colegios particulares. Atendía a los clientes en una media hora por día, como ella misma indicó en su blog y en el libro - siempre en los principales barrios pudientes de una ciudad. Había más de tres años de actividad.

## El libro y la jubilación

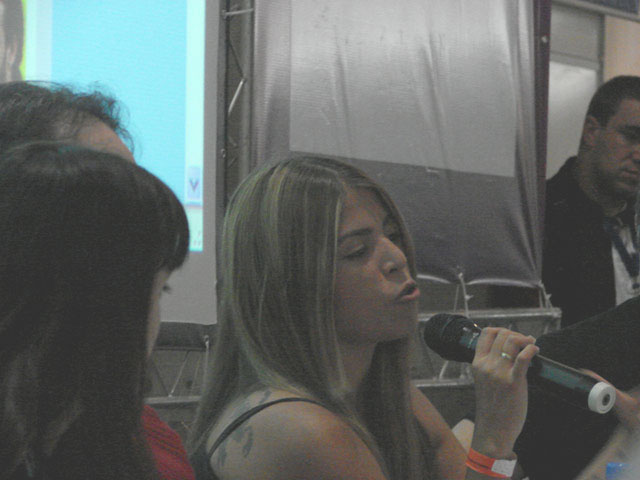
Bruna Surfistinha en el Campus Party 2009

En 2005, aún bajo los auspicios de la fama de su blog, Surfistinha hace publicar un relato de su vida. El libro, intitulado "O Doce Veneno do Escorpiao-O Diário de uma Garota de Programa", sería una descripción no-ficticia de la vida como prostituta, escrito por el periodista Jorge Tarquini, que recogió los testimonios de la chica para escribir la obra. La única página escrita por la propia Raquel fue la última, cuando dice que dejó la prostitución. Allí, el lector encuentra descripciones de una joven prostituta que entró en un mundo, según ella, desconocido, pero que se le hizo rutinario:
Tras lanzarse, el libro rápidamente alcanzó la lista de los más vendidos, con noches de autógrafos y lanzamiento en Portugal y en España, además de tener varias tirajes. Las ventas alcanzaron la suma de 250 mil ejemplares. En 2006 un segundo libro de Raquel, "Lo que aprendí con Bruna Surfistinha", lanzado por la misma editora Panda Books con texto del mismo periodista Jorge Tarquini, alcanzó ventas de 18 mil ejemplares, considerado bueno para el mercado brasileño. El año de 2007 es lanzado el tercer libro de la serie escrita por Raquel Pacheco, intitulado "En la cama con Bruna Surfistinha", en la cual se ha material escrito especialmente para el público adulto, siendo que hay inclusive la indicación estaría en la portada del mismo.

## Película para adultos
En 2006, la productora de películas para adultos Sexxxy lanzó el DVD 3X com Bruna Surfistinha, donde Raquel Pacheco participa de tres historias pornográficas. En entrevista concedida al Programa del Jô de la Red Globo, Raquel relata que se arrepintió de haber grabado el DVD. Ella dice que han llegado a recibir un caché de sólo quinientos dólares por participación. De acuerdo con ella, era una cantidad equivalente a casi 3 programas y parecía tener sentido en el momento.

## Película
La película de 2011 basada en la historia de Bruna fue aprobado por el Ministerio de la Cultura para recibir subvención estatal. El título sería el mismo de su primer libro, El Dulce Veneno del Escorpión, y captaría cerca de cuatro millones de reales por renuncia fiscal. La película es dirigida por Marcus Baldini con argumento de Karim Aïnouz y Antonia Pellegrino y guion de José Carvalho, Homero Olivetto y Antonia Pellegrino y producido por la productora carioca TvZERO. La selección del elenco comenzó en octubre de 2007, con la grabación de la película inicialmente prevista para el 2008. A estrenar en abril de 2010. Quien interpreta Raquel en el cine es la actriz Deborah Secco. El primero teaser de la película fue divulgada días 19 de julio de 2010.  Posteriormente, el título fue alterado solamente para Bruna Surfistinha, y fue un éxito de taquilla.

## Serie de televisión
Serie Call me Bruna (2016-2020, cuatro temporadas) interpretada por la actriz Maria Bopp.

## Trabajos en la televisión
| Año  | Título        | Función                             | Emisora    |
| ---- | ------------- | ----------------------------------- | ---------- |
| 2011 | La Hacienda 4 | Ella misma(Participante/3.er lugar) | Red Record |

## Samantha Moraes
Samantha Oliveira Pita Correa de Moraes, actualmente Samantha Oliveira Pita Del Nacimiento (São Paulo, 23 de diciembre de 1975) es una ex-comisária  cuyo exmarido, João Paulo Moraes, también conocido como Pedro y João Paulo, aceptó públicamente su relación con Bruna en el programa de televisión popular Superpop. Samantha tiene dos hijas y actualmente vive con el director del mismo programa, Marcelo Nacimiento. Después de que se conocía con este episodio, comenzó a aparecer en los medios de Brasil, por lo que el éxito al exponer su versión de la historia, superando el récord de la audiencia del programa, que incluyó su participación.
.

### Libro Tras el Escorpião: una Historia de Amor, Sexo y Traición
En 2006 lanzó el libro Tras el Escorpião: una Historia de Amor, Sexo y Traición (ed. Seoman), cuyo título es una referencia directa al título del libro lanzado por Bruna Surfistinha: El Dulce Veneno del Escorpião. En sólo un mes el libro vendió cerca de 5 mil ejemplares. El libro de Bruna Surfistinha vendió 140 mil copias hasta 2006.

## Obras relacionadas
- Surfistinha, Bruna; El Dulce Veneno del Escorpião: El diario de una chica de programa; 1.ª edición, 172 páginas; editora Panda Books; 2005; ISBN 8576950170
- Pacheco, Raquel (Bruna Surfistinha); Lo que aprendí con Bruna Surfistinha - Lecciones de una vida nada fácil; 1.ª edición, editora Panda Books; 2006; ISBN 8576950340
- Surfistinha, Bruna; En la cama con Bruna Surfistinha; 1.ª edición, editora Original LTDA; 2007; ISBN 9788588948617
- Moraes, Samantha; Tras el Escorpião: una Historia de Amor, Sexo y Traición; 1.ª edición, 120 páginas; editora Seoman; 2006; ISBN 859890306X